# GNU Affero General Public License
GNU Affero General Public License, abrégée AGPL, est une licence libre copyleft, ayant pour but d'obliger les services accessibles par le réseau de publier leur code source.
Basée sur la licence GNU GPL, dans le cadre général du projet GNU, elle répond à un besoin spécifique du projet Affero, qui souhaite que tout opérateur d'un service Web utilisant leur logiciel et l'améliorant publie ses modifications.

## Historique
La licence est écrite par Affero pour autoriser les droits garantis par la GPL à couvrir les interactions avec des produits à travers un réseau comme Internet, ce que la GPL ne fait pas. Affero Inc. est une société fondée en 2001, qui gère un site Web destiné à permettre la présentation, l'évaluation et le financement de projets à but non lucratif.
La première version de cette licence n'était pas compatible avec la GPL. La version 2 est en revanche compatible avec la version 3 de la GPL.
Le 19 novembre 2007, la Free Software Foundation a publié la version 3 de la licence AGPL.

## Utilisateurs
Outre le projet Affero, cette licence est utilisée par diverses applications purement Web comme OctoPrint, ownCloud, CiviCRM, Diaspora, MongoDB (par le passé), K-Box, Olvid. D'autres logiciels ont modifié leur licence pour devenir AGPL, comme OTRS ou POV-Ray ou Grafana.
Certains sites Web adoptent également cette licence pour publier leur code applicatif, tel les sites grenouille.com en 2007, Launchpad en 2009 et Grottocenter en 2012.
LinShare a une licence personnalisée basée sur celle-ci.
En 2024, Elastic a également réintroduit une option de licence AGPL pour Elasticsearch et Kibana, marquant leur retour à un modèle open source après un changement de licence précédent vers l'ELv2 et la SSPL.
Le 1er mai 2025, Redis annonce l'utilisation de la licence AGPL pour la version 8.

## Identifiants SPDX
Les identifiants SPDX sont maintenant AGPL-1.0-only, AGPL-1.0-or-later, AGPL-3.0-only et AGPL-3.0-or-later. Les anciens identifiants SPDX AGPL-1.0 et AGPL-3.0 sont dépréciés. 